# Herb powiatu nyskiego
Herb powiatu nyskiego – jeden z symboli powiatu nyskiego, ustanowiony 31 sierpnia 1999.

## Wygląd i symbolika
Herb przedstawia na tarczy dwudzielnej w słup z prawej strony w polu złotym dolnośląski półorzeł czarny ze srebrną półksiężycową sierpową przepaską poprzez skrzydło i pierś z wyprowadzonym z niej srebrnym półkrzyżem na piersi orła, natomiast w polu lewym czerwonym lilie srebrne w trzech rzędach (herb Nysy), w układzie 1,5:1:0,5.